# Isa Tidblad Keskikangas
Isa Tidblad Keskikangas, född 8 december 1991, är en svensk thaiboxare. Hon vann både VM- och EM-guld 2014.